# Поликарп (имя)
Полика́рп (др.-греч. Πολύκαρπος от др.-греч. πολύς, πολλή, πολύ — 1) многочисленный, 2) большой, значительный, 3) сильный + др.-греч. καρπός — плод) — мужское имя, в переводе с древнегреческого языка — «обильный плодами», «многоплодный». В настоящее время является малораспространённым.

## Именины
- Православные (даты даны по григорианскому календарю)[2]: 21 февраля, 8 марта, 15 апреля, 13 июня, 20 июля, 6 августа, 11 октября
- Католические: 23 февраля

## Известные носители

### Церковные деятели
- Поликарп — восточно-римский государственный деятель конца V века.
- Поликарп (ум. 1827) — епископ Иерусалимской православной церкви, патриарх Иерусалимский и всея Палестины.

- Поликарп I — епископ Византийский (71—89).
- Поликарп II — епископ Византийский (141—144).

- Поликарп Печерский (ум. 1182) — преподобный Русской православной церкви, архимандрит Киево-Печерского монастыря.
- Поликарп (кон. XII — пер. пол. XIII в.) — монах Киево-Печерского монастыря, один из авторов Киево-Печерского патерика.[3],[4],[5]
- Поликарп Брянский (ум. 1620/1621) — преподобный Русской православной церкви.
- Поликарп Смирнский (ок. 69—ок. 155) — епископ Смирнский, ученик апостола Иоанна, христианский мученик.

- Поликарп (Гайтанников) (1787—1837) — архимандрит Русской православной церкви
- Поликарп (Гонорский) (1813—1891) — епископ Русской православной церкви
- Поликарп (Приймак) (1912—1989) — епископ Пензенский и Саранский РПЦ.
- Поликарп (Радкевич) (1798—1867) — епископ Орловский и Севский РПЦ.
- Поликарп (Розанов) (1828—1891) — епископ Екатеринбургский и Ирбитский РПЦ.
- Поликарп (Сакелларопулос) (1878—1943) — епископ Константинопольской православной церкви, митрополит Верийский.
- Поликарп (Сикорский) (1875—1953) — деятель Украинской автокефальной православной церкви.
- Поликарп (Соснин) (1792—1868) — архимандрит Русской православной церкви.
- Поликарп (Ставропулос) — митрополит Константинопольской православной церкви.
- Поликарп (Тихонравов)(1858—1931) — епископ Русской православной церкви
- Поликарп (Тугаринов) (1799—1868) — архимандрит, участник Пекинских миссий, синолог.

## Фамилия
От имени образована фамилия Поликарпов.